# Leucosticte
Leucosticte Swainson, 1832 è un genere di uccelli passeriformi della famiglia dei Fringillidi.

## Etimologia
Il nome scientifico del genere, Leucosticte, deriva dall'unione delle parole greche λευκος (leukos/lefkos, "bianco") e στικτος (stiktos, "macchiato"), col significato di "macchiato di bianco", in riferimento alla livrea di questi uccelli.

## Descrizione
Si tratta di uccelli lunghi fra i 14 e i 20 cm, dall'aspetto slanciato, con ali e coda allungate (quest'ultima dalla punta lievemente forcuta), testa arrotondata e corto becco conico. Il piumaggio è piuttosto sobrio, dominato dalle tonalità del grigio o del bruno, con aree nere e grigio-biancastre su testa e ali che fruttano a questi uccelli il nome scientifico.

## Biologia
Si tratta di uccelli diurni e granivori, che all'infuori della stagione degli amori si muovono in stormi anche di notevoli dimensioni e si nutrono soprattutto di semi di piante erbacee e durante l'estate anche d'insetti: rigidamente monogami, durante la stagione riproduttiva vivono in coppie e sono territoriali, coi maschi che si dimostrano estremamente protettivi nei confronti delle femmine.

## Distribuzione e habitat
Le specie ascritte al genere abitano perlopiù gli ambienti montani e submontani rocciosi, la tundra e gli altipiani sia del Nord America che dell'Asia centrale e nord-orientale.

## Tassonomia
Al genere vengono ascritte sei specie:
- Leucosticte nemoricola (Hodgson, 1836) - fanello rosato disadorno;
- Leucosticte brandti Bonaparte, 1850 - fanello rosato testanera;
- Leucosticte arctoa (Pallas, 1811) - fanello rosato asiatico;
- Leucosticte tephrocotis (Swainson, 1832) - fanello rosato testagrigia;
- Leucosticte atrata Ridgway, 1874 - fanello nero-rosato;
- Leucosticte australis Ridgway, 1874 - fanello rosato testabruna;

Anche il fanello rosato di Sillem veniva in passato ascritto al genere col nome di L. sillemi, tuttavia recenti analisi del DNA mitocondriale ne hanno sancita l'ascrizione al genere Carpodacus.
Le specie ascritte al genere appartengono alla tribù dei Pyrrhulini, nell'ambito della quale formano un clade ben definito assieme all'affine carpodaco oscuro.